# Thrakattak
Thrakattak — концертний альбом британського гурту King Crimson, випущений 21 травня 1996 року на лейблі Discipline Global Mobile.

## Композиції
1. Thrak — 2:20
2. Fearless and Highly Thrakked — 6:35
3. Mother Hold the Candle Steady While I Shave the Chicken's Lip — 11:18
4. Thrakattak (Part I) — 3:42
5. The Slaughter of the Innocents — 8:03
6. This Night Wounds Time — 11:16
7. Thrakattak — 11:08
8. Thrak — 2:52

## Учасники запису
- Роберт Фріпп — гітара, вокал
- Білл Бруфорд — ударні
- Тоні Левін — вокал, бас
- Адріан Белью — вокал, бас